# اختلال تیک
اختلال تیک در راهنمای تشخیصی و آماری اختلال‌های روانی بر اساس نوع و مدت تیک‌های عصبی (حرکت‌های ناگهانی و سریع) تعریف شده‌است. سازمان بهداشت جهانی هم تعریف مشابهی برای اختلالات تیک ارائه داده‌است.
تیک، عبارت است از انجام دادن حرکت و رفتاری یا ایجاد کردن صدایی به صورت غیرارادی که به‌طور ناگهانی از فرد سر می‌زند و به صورت تکرار شونده و سریع اما فاقد ریتم باشد. تیک‌ها حداقل به صورت گذرا در بسیاری از افراد از جمله کودکان دیده می‌شود و معمولاً استرس‌ها بروز آن را افزایش، و تمرکز شخص آن را حداقل برای مدت زمان کوتاهی کاهش می‌دهد.
تیک‌ها حرکت معمولی است که اغلب در حدود ۵/۳ سالگی شروع می‌شوند، به کودکان کمک می‌کنند تا انرژی عصبی را آزاد کنند. ۷۵ درصد از کودکان این نوع تیک را در عرض ۶ ماه پشت سر می‌گذارند. اگر تیک بیش از ۱۲ ماه ادامه یابد، تیک مزمن محسوب می‌شود. تیک‌های مزمن پایدار هستند و معمولاً انقباض ماهچه در آن‌ها بیش از حد و بسیار شدید است. این تیک‌ها مشخصا به صورت حمله‌های دوره‌ای صورت می‌گیرند و غالباً شدت آن‌ها ماه به‌ماه و روزبه‌روز یا حتی ساعت به‌ساعت تغییر می‌کند. تیک‌های مزمن می‌توانند طبق روش‌ها درمان متوقف شوند.

## علل
از جمله علتهای اصلی در اختلال تیک می‌توان از مشکلات سیستم‌های مغزی فرد مبتلا باشد که در بیشتر موارد ارث در آن دخیل بوده‌است. این اختلال می‌تواند به دلایل روانشناختی و فشارهای عصبی اطرافیان و اجتماع به فرد باشد، لازم است ذکر شود در موضوع تیک‌های مزمن، لازم است به متخصص مغز و اعصاب کودکان جهت تجویز داروهای مکمل درمانی مراجعه شود.
ولی باید اشاره کرد که در هر دو مورد از تیکها، استرس و اضطراب و فشارهای روانی بیرونی به کودک موجب تشدید علائم تیک خواهند شد. نکته مهم و قابل توجه در این میان حساسیت بیش از حد والدین و اطرافیان کودک بر روی این مشکل می‌باشد که اعضاء خانواده و سرپرستان کودک لازم است آگاهی باشد که حرکات در اختلال تیک کاملاً ناخودآگاه و خارج از کنترل فرزندشان صورت می‌گیرد

## انواع تیک
تیک‌ها بر اساس عملی که انجام می‌شود به دو دسته تقسیم می‌شوند که هر کدام دارای دو نوع ساده و مرکب هستند:

### تیک صوتی
تیک‌هایی که با صدا همراه باشند. نمونه‌های ساده این نوع تیک مانند سرفه کردن، صاف کردن گلو، آروغ های عصبی هستند. از انواع مرکب این تیک می‌توان به تکرار کلمات، ناسزا دادن، پژواک گویی و… اشاره کرد.

### تیک حرکتی
همراه با رفتار و فعلی هستند مانند پلک زدن، شکلک درآوردن، تنگ کردن چشم‌ها، بالا انداختن شانه یا تکان دادن سر. این دسته از تیک‌ها در کودکان معمول است. انواع مرکب آن می‌توان شامل برخی حالات یا حرکات صورت، پریدن، لمس کردن و مانند آنهاست. تیک‌های حرکتی مرکب به‌طور کلی آهسته‌تر تکرار می‌شوند و ممکن است هدف دارتر از تیک‌های حرکتی ساده به نظر برسند.

### توره
نوع خاصی از تیک مزمن وجود دارد که در آن فرد دچار تیک صوتی و حرکتی به صورت همزمان است. این اختلال تورت یا توره نام دارد. تیک‌ها بر اساس ماندگاری و زمانی که در رفتار فرد باقی می‌مانند نیز به دو دسته گذرا و مزمن تقسیم می‌شوند: تیک‌های گذرا حداقل ۴ هفته دوام می‌آورند و این به این معنی است که تکرار رفتاری در مدت زمانی کمتر از این زمان تیک محسوب نمی‌شود و تیک‌های مزمن بیشتر از ۱۲ ماه و به دفعات و طی روزهای سال ادامه می‌یابد. تیک‌های مزمن بیشتر بین سنین ۶ تا ۱۲ سالگی دیده می‌شود.

## تشخیص‌های افتراقی
شامل دیستونیا، دیسکینِزیِ حمله‌ای، سایر شرایط ژنتیکی و علل ثانویهٔ تیک می‌باشند. اختلال‌های رشد، اختلال‌های طیف اوتیسم، و اختلال حرکتیِ کلیشه نیز جزو تشخیص‌های افتراقی هستند. کوره سیدنهام، دیستونی ایدیوپاتیک، و شرایط ژنتیکی مانند بیماری هانتینگتون، نوروآکانتوسیتوز، تخریب عصبی مرتبط با پانتوتنات‌کیناز، دیستروفی عضلانی دوشن، بیماری ویلسون، و توبروز اسکلروزیس نیز مطرح هستند. اختلال‌های کروموزومی مانند سندرم داون، سندرم کلاینفلتر، سندرم XYY و سندرم X شکننده نیز می‌توان اشاره کرد. علل اکتسابی تیک شامل تیک‌های ناشی از دارو، ضربه به سر، انسفالیت، سکته و مسمومیت با مونوکسید کربن هستند. اکثر این شرایط نادرتر از اختلال تیک هستند و احتمالاً شرح حال مناسب و معاینهٔ کامل بدون نیاز به آزمایش‌های پزشکی یا غربالگری برای رد آنها کافی باشد.